# لوسي لو
لوسي لو (بالإنجليزية: Lucy Liu)‏ ممثلة أمريكية من مواليد 2 ديسمبر 1968 في مدينة نيويورك، حصلت على جائزة نقابة ممثلي الشاشة لأفضل فريق ممثلين مرتين، عام 1998 عن مسلسل ألي مكبيل، وعام 2002 عن فيلم شيكاغو.

## وصلات خارجية
- Official website
- لوسي لو على موقع IMDb (الإنجليزية)
- لوسي لو على موقع ميتاكريتيك (الإنجليزية)
- لوسي لو على موقع روتن توميتوز (الإنجليزية)
- لوسي لو على موقع مونزينجر (الألمانية)
- لوسي لو على موقع قاعدة بيانات الأفلام العربية
- لوسي لو على موقع ألو سيني (الفرنسية)
- لوسي لو على موقع ميوزك برينز (الإنجليزية)
- لوسي لو على موقع تيرنر كلاسيك موفيز (الإنجليزية)
- لوسي لو على موقع أول موفي (الإنجليزية)
- لوسي لو على موقع بوكس أوفيس موجو (الإنجليزية)
- Lucy Liu profile, Emmys.com; accessed October 20, 2014.